# هموپرسین
هموپرسین (به انگلیسی: Hemopressin) با فرمول شیمیایی C53H77N13O12 یک ترکیب شیمیایی با شناسه پاب‌کم 444539 است. که جرم مولی آن ۱۰۸۸٫۲۵۸۳۸ گرم بر مول می‌باشد. 